# Casa Abdó Polí i Deseia
La Casa Abdó Polí i Deseia és un edifici del municipi de Figueres (Alt Empordà) que forma part de l'Inventari del Patrimoni Arquitectònic de Catalunya. Edifici situat a la part alta de la Rambla de Figueres, en ple centre històric.

## Descripció
Es tracta d'un edifici de planta baixa i tres pisos amb terrassa. La planta baixa s'organitza a partir de tres portals d'arcs de mig punt (un per l'accés i dos de comercials). En els dos primers pisos (plantes nobles) la composició és d'ordre jònic amb pilastres adossades amb els fusts decorats amb motius florals estil imperi. En el tercer pis trobem ordre dòric doble i balconada seguida. Corona la façana una terrassa amb baranes amb balustrada, flanquejada per dues hídries, amb frontó corbat al centre amb un medalló ovalat amb la data 1864 (any de construcció de l'edifici).

## Història
Situada en l'antiga illa del carrer Palau. Construïda per a Fonda (manca documentació). És probable que en un principi tingués només dos pisos i el tercer seria afegit posteriorment al cap de poc temps. Sembla que la casa del costat també hauria format part inicialment de l'edifici, si bé ara queda com un cos totalment diferenciat.